# Municipio de Ayahualulco
El municipio de Ayahualulco se encuentra en el Estado de Veracruz, es uno de los 212 municipios de la entidad mexicana y tiene su ubicación en la zona centro montañosa. Sus coordenadas son: 19°21” latitud norte y 97°09” longitud oeste, y se encuentra a una altitud de 2060 m. s. n. m.. Su cabecera es la localidad de Ayahualulco.

## Toponimia
De origen náhuatl, de Atl agua, Yahualli corona o cosa redonda, y Co lugar, lo que se podría traducir como Laguna o Lago.

## Geografía

### Ubicación
Localizado en la zona montañosa del centro del estado, en la región denominada capital, entre los paralelos 19° 18’ y 19° 30’ de latitud norte, los meridianos 97° 00’ y 97° 16’ de longitud oeste a una altitud entre los 1200 y los 4200 m.

### Delimitación
El municipio limita al norte con Ixhuacán de los Reyes, Perote y el municipio de Xico, al este Xico, Ixhuacán de Los Reyes y el estado de Puebla, al sur con Ixhuacán de Los Reyes y el estado de Puebla, al oeste con el estado de Puebla y el municipio de Perote. Sin embargo el territorio está dividido en dos partes, la segunda limita al norte Ixhuacán de Los Reyes y Teocelo, al este con Teocelo, al sur con Teocelo, Ixhuacán de Los Reyes y Cosautlán de Carvajal, al oeste con Ixhuacán de Los Reyes.

### Orografía
El territorio municipal ubicado en la sierra Madre Oriental, en el eje Neovolcánico, sobre rocas ígneas extrusivas del cuaternario y del neógeno, sedimentarias del cretácico y suelo aluvial del cuaternario, en sierra volcánica con estrato volcanes o estrato volcanes aislados, sobre áreas donde anteriormente denominaban suelos andosol y regosol.

## Clima
En el territorio municipal coexisten varios tipos de climas como el semifrío subhúmedo con lluvias en verano, de mayor humedad, templado húmedo con abundantes lluvias en verano, semifrío subhúmedo con lluvias en verano, de humedad media, semicálido húmedo con lluvias todo el año, frío, semiseco templado y templado húmedo con lluvias todo el año.

## Fiestas
- El 25 de julio se festeja la fiesta de Santiago Apóstol en la cabecera municipal.[12]

## Gobierno y administración
El gobierno del municipio está a cargo de su Ayuntamiento, que es electo mediante voto universal, directo y secreto para un periodo de tres años que no son renovables para el periodo inmediato posterior pero sí de forma no continua. Está integrado por el presidente municipal, un síndico único y un regidor único, electo por mayoría relativa. Todos entran a ejercer su cargo el día 1 de enero del año siguiente a su elección.

### Subdivisión administrativa
Para su régimen interior, el municipio además de tener una cabecera y manzanas, se divide en rancherías y congregaciones, teniendo estas últimas como titulares a los subagentes y agentes municipales, que son electos mediante auscultación, consulta
ciudadana o voto secreto en procesos organizados por el Ayuntamiento.

### Representación legislativa
Para la elección de diputados locales al Congreso de Veracruz y de diputados federales al Congreso de la Unión, el municipio se encuentra integrado en el Distrito electoral local XIII Coatepec con cabecera en la ciudad de Coatepec y el Distrito electoral federal IX Coatepec con cabecera en la ciudad de Coatepec.